# Azari & III

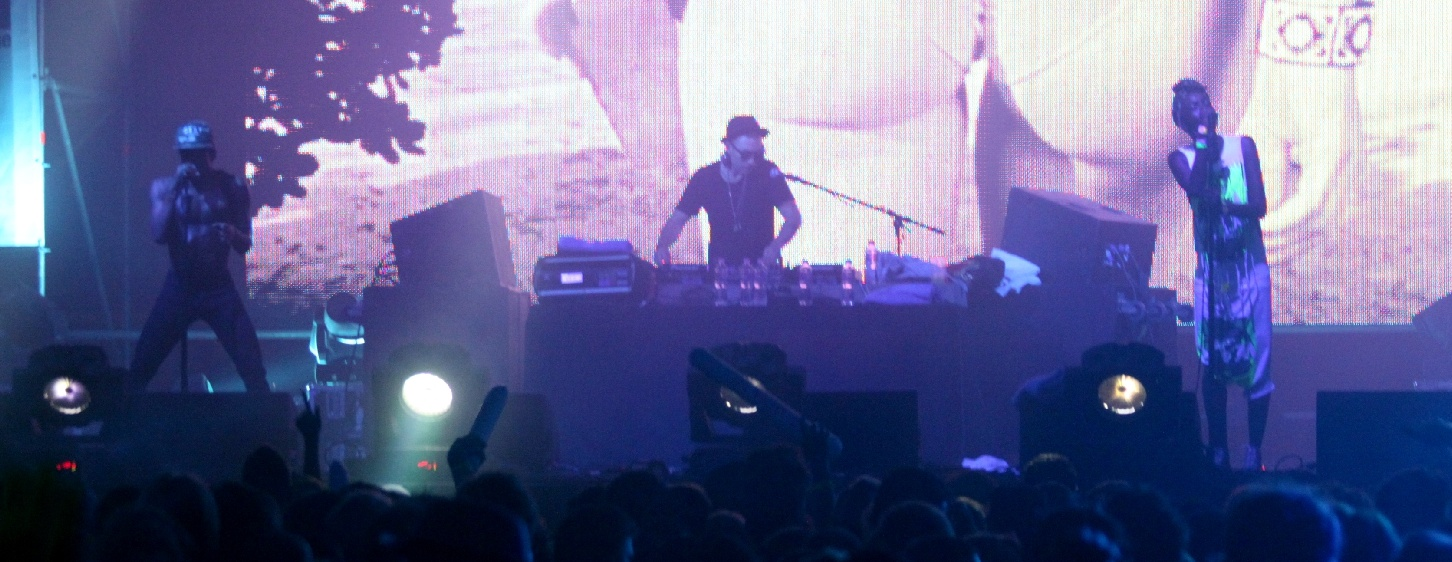
Azari & III

Azari & III was een Canadese housegroep uit Toronto die tussen 2008 en 2013 actief was. De groep bestond uit producers Alphonse Lanza en Dinamo Azari. Ze werden bijgestaan door vocalisten Cedric Gasaida en Fritz Helder. De groep maakte housemuziek die geïnspireerd is op het housegeluid van de jaren tachtig.

## Geschiedenis
Azari & III werd in 2008 gevormd door producers Dinamo Azari en Alphonse Lanza (actief als III). Al snel rekruteerden ze Cedric Gasaida en Fritz Helder als vocalisten. Daarmee werd in 2009 de single Hungry For The Power opgenomen. Een jaar later verscheen Reckless (with your love), dat uitgroeide tot een clubhit. Het leverde opdrachten voor remixen op van artiesten als Booka Shade, Junkie XL en Robyn. Ook werd samengewerkt met de band Friendly Fires op Stay Here. In de zomer van 2011 verscheen het titelloze debuutalbum, dat goed ontvangen werd. In 2013 werd er ook een remixversie van uitgebracht. De groep ging op livetournee waarbij ook Lowlands werd aangedaan. In 2013 verschenen nog de Lost Express EP en maakten ze de mix Body Language Vol.13. Eind 2013 maakte de band echter bekend uit elkaar te gaan. Als reden werd opgegeven dat ze aan nieuwe projecten wilden werken.

## Discografie

### Albums
- Azari & III (2011)
- Azari & III (remixes) (2013)
- Body Language Vol. 13 (mixalbum)

### Singles
- Hungry For The Power (2009)
- Reckless (with your love) (2010)
- Indigo (2010)
- Into the Night (2010)
- Stay Here (ft. Friendly Fires) (2010)
- Manic (2011)
- Lost In Time (2012)
- Lost Express EP (2013)